# Heptaulacus algarbiensis
Heptaulacus algarbiensis är en skalbaggsart som beskrevs av Branco och Baraud 1984. Heptaulacus algarbiensis ingår i släktet Heptaulacus och familjen Aphodiidae. Inga underarter finns listade i Catalogue of Life.